# Julius Goldstein
Julius Goldstein (n. 29 octombrie 1873, Hamburg, Imperiul German – d. 25 iunie 1929, Darmstadt, Republica de la Weimar) a fost un sociolog (specializat în sociologia tehnicii), om de cultură și filosof german de origine evreiască.

## Biografie
Goldstein provenea dintr-o familie de negustori evrei care s-a mutat de la Danzig către Hamburg. El a frecventat un gimnaziu real din Hamburg, unde a obținut în 1893 diploma de bacalaureat. Goldstein a studiat filosofia, mai întâi la Berlin și din semestrul de vară al anului 1896 la Universitatea din Jena, Germania, avându-l printre profesori pe Rudolf Eucken (1846-1926). El a obținut doctoratul în 1899 la Jena. Eucken a evaluat teza sa de doctorat ca fiind excepțională. Goldstein a obținut titlul de doctor habilitat în 1902 la Facultatea de istorie și literatură a Universității Tehnice din Darmstadt și a devenit lector de filozofie. În 1909 a primit titlul de profesor, dar conducerea universității a blocat numirea. În Primul Război Mondial a fost ofițer și a luptat în diferite teatre de război. Experiențele trăite în Primul Război Mondial l-au determinat pe Goldstein să fie pacifist.
Pe 1 octombrie 1920 a fost numit din nou profesor, dar conducerea universității s-a opus acestei numiri. Și-a cîștigat traiul ținând conferințe în Germania și în străinătate. În 1923/24, Goldstein a efectuat un turneu de conferințe de șase luni în partea de est a SUA, care a fost finanțat de către Jewish Central Association.
După mai mulți ani de dezbateri, Julius Goldstein a fost numit pe 8 octombrie 1925, la inițiativa lui Wilhelm Leuschner și Julius Reiber, după rezistența acerbă a conducerii Universității Tehnice din Darmstadt ca profesor universitar de filosofie. Numirea sa ca profesor, împotriva voinței conducerii Universității, a determinat un conflict antisemit, în cursul căreia Rudolf Eucken și Ernst Troeltsch au vorbit public în favoarea lui Goldstein.
Julius Goldstein a fost din 1920 redactorul-șef al Darmstädter Zeitung, precum și fondator și director al revistei Der Morgen, care a fost tipărită de editura Philo-Verlag ca o revistă germano-evreiască ce apărea odată la două luni din 1925 până la interzicerea ei de către naziști în 1938.
Julius Goldstein s-a căsătorit pe 19 martie 1907, cu Margarete (Gretel) Neumann (1885-1960), fiica unui comerciant de vin din Mainz. Din această căsătorie s-a născut un fiu, Walter (n. 13 martie 1909), și două fiice, Elsbeth Juda (n. 2 mai 1911 - d. 5 iulie 2014) și Hanna Emmy (n. 16 mai 1912).
După o lungă perioadă de boală Julius Goldstein a murit de cancer pe 25 iunie 1929. El a fost înmormântat în cimitirul evreiesc din Darmstadt-Bessungen.

## Lucrări
- Untersuchungen zum Kulturproblem der Gegenwart, 1899
- Die empiristische Geschichtsauffassung David Humes, 1903
- Wandlungen in der Philosophie der Gegenwart, 1911
- Die Technik, Frankfurt am Main 1912
- William James: Das pluralistische Universum, Leipzig 1914
- Rasse und Politik, Leipzig 1921 (4. Auflage 1924)
- Aus dem Vermächtnis des 19. Jahrhunderts, Berlin 1922
- Deutsche Volksidee und deutsch-völkische Idee, (2. Auflage) Berlin 1929
- Die Schule im Dienste der Volksversöhnung und der Völkerverständigung, Darmstadt 1929.